# Мартонка
Мартонка (рум. Martonca) — село у повіті Харгіта в Румунії. Входить до складу комуни Реметя.
Село розташоване на відстані 271 км на північ від Бухареста, 58 км на північний захід від М'єркуря-Чука, 139 км на схід від Клуж-Напоки, 131 км на північ від Брашова.